# Androfobie

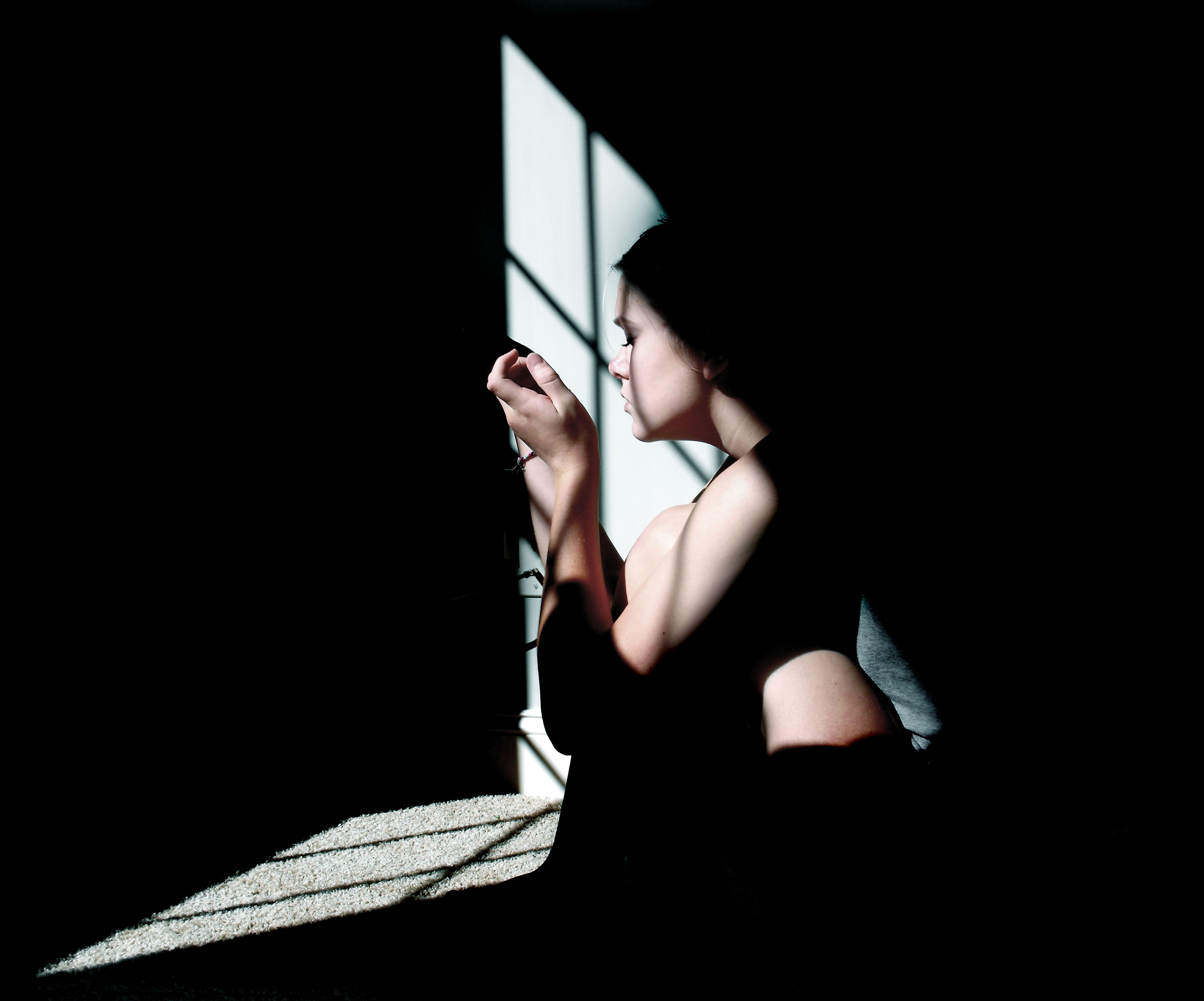
Ilustrativní fotografie ženy trpící úzkostí

Androfobií trpí ženy, které mají chorobný strach z mužů. Tato fobie značně znepříjemňuje a ovlivňuje profesní, sociální a osobní život. Takové ženy nedokáží vstoupit do manželství, i když chtějí.

Ačkoli se androfobie obtížně léčí je léčitelná a zcela vyléčitelná. Čím dřív od výskytu androfobie se začne s léčbou, tím lehčí je proces k vyléčení.

## Příčiny

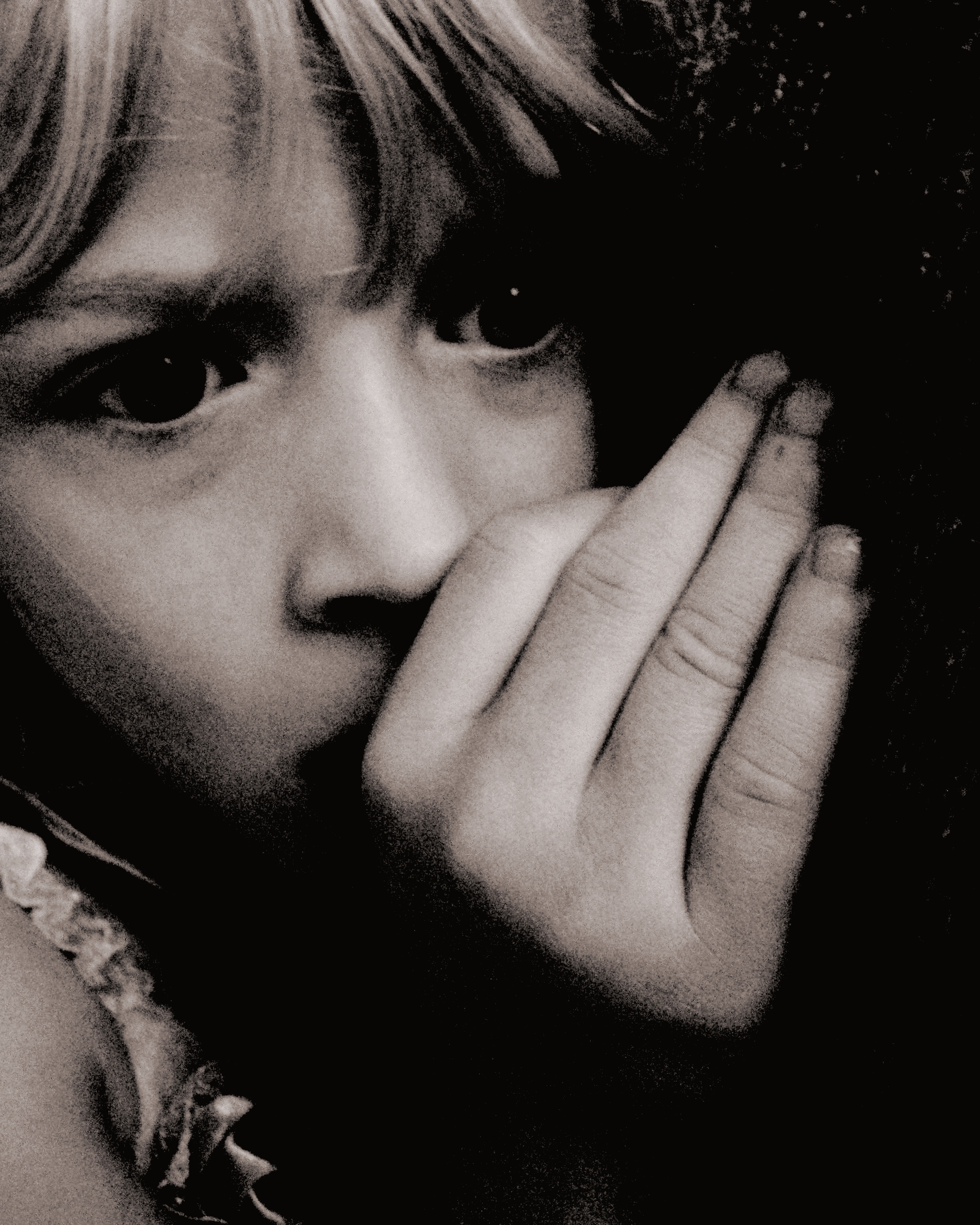
Ilustrativní fotografie dítěte, které má v noci strach

Androfobie může vzniknout, když se žena stane obětí znásilnění (což může mít za následek i virginitifobii), psychického (slovního) týrání, fyzického týrání – ať už domácího násilí, jednorázového či opakovaného týrání; je svědkem takové události či o něčem takovém slyšela. Také se může vyskytnout v dětství, když dítě vidí, že je jeho matka nějakým způsobem týrána. Ale ne vždy je to způsobeno nějakým nepříjemným zážitkem – dítě může třeba vyrůstat v domácnosti bez muže a se svým otcem se nestýká a tak si k mužům nevytvoří žádný vztah.

## Projevy
U androfobika se při vystavení stresového podnětu (setkání s mužem, vidí muže na fotce/v televizi, nebo při pomyšlení) objevují následující příznaky:
| pocity paniky a hrůzy     | Ilustrativní fotografie paniky            |
| záchvat paniky a úzkosti  |                                           |
| dušnost                   | Ilustrativní kresba dušnosti              |
| nadměrné pocení           | Ilustrativní fotografie pocení            |
| třes a chvění             |                                           |
| bušení srdce, zvýšený tep | Ilustrativní fotografie pulsního oxymetru |
| sucho v ústech            |                                           |
| nevolnost                 |                                           |

## Léčba a léčebné postupy

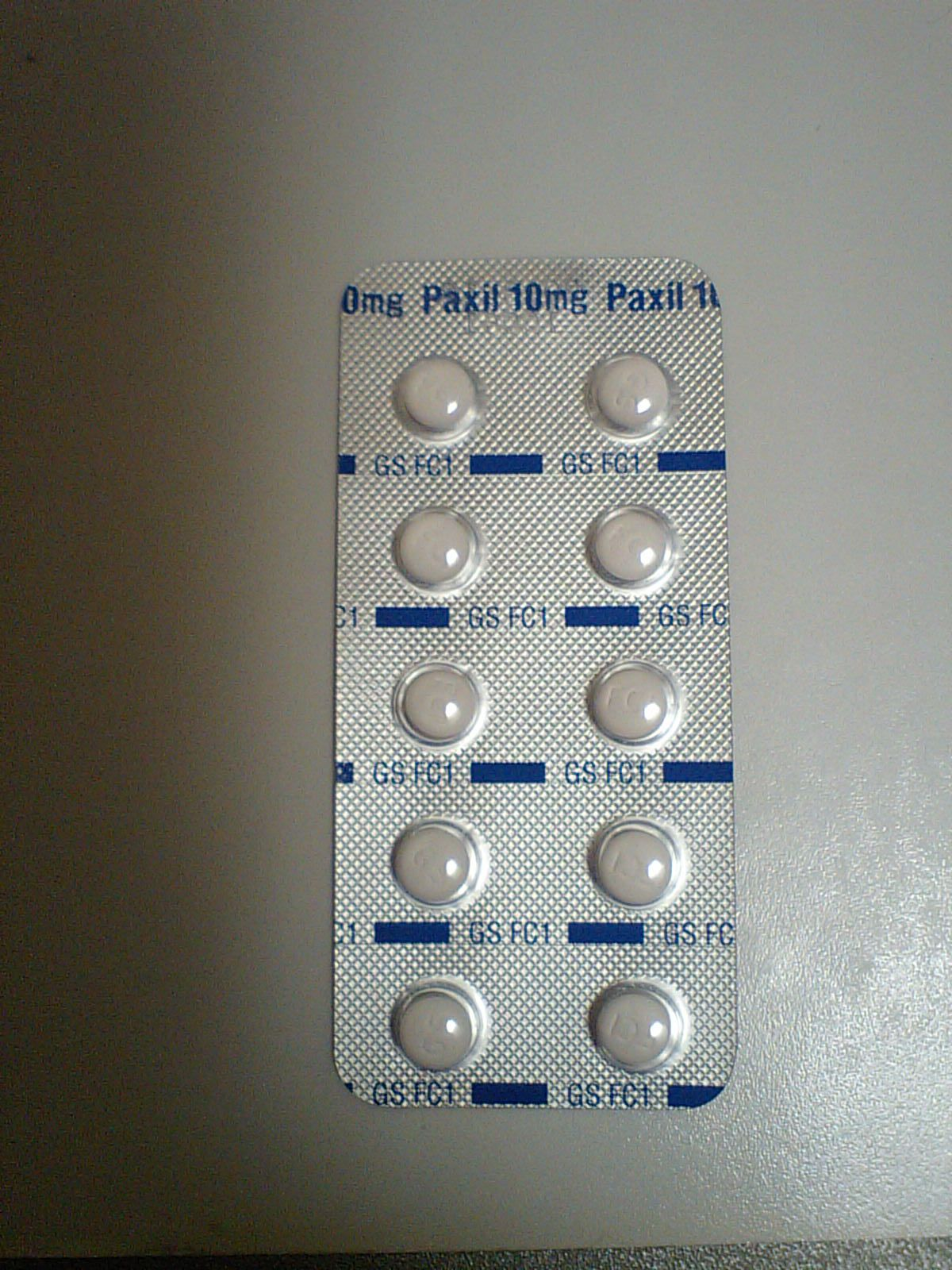
Ilustrativní fotografie Paroxetinu, antidepresiva

Existují různé způsoby léčby. U každého je účinnější jiná terapie (neboli to je individuální). 

### Psychoterapie
Tato léčba je založena na verbální i neverbální komunikaci s cílem pomoci pacientce znovu získat sebedůvěru a zbavit se strachu z mužů. Dotyčná mluví o svém problému, o tom co vyvolalo, nebo mohlo vyvolat strach z mužů a také mluví o svých pocitech.

### Expoziční terapie
Při této terapii je dotyčná vystavena situaci, které se obává. Začíná se u situace, která způsobuje nejmenší strach. Tím po určité době začne úzkost klesat.
Expoziční terapie by měla:
- trvat dostatečně dlouhou dobu aby došlo k poklesu úzkosti
- být prováděna alespoň 1× denně (ať už za dohledu terapeuta nebo samostatně)
- k náročnějším situacím by se mělo přecházet až po zvládnutí méně náročných

### Relaxační techniky
Jsou to metody, které učí zvládat klidné a vyrovnané myšlení – to pomáhá vyhnout se záchvatům paniky.

### Léky
V některých případech je nutné spolu s jednou z výše uvedených léčebných postupů podávat i léky tlumící úzkost.